# Gongrocnemis veta
Gongrocnemis veta är en insektsart som beskrevs av Piza Jr. 1978. Gongrocnemis veta ingår i släktet Gongrocnemis och familjen vårtbitare. Inga underarter finns listade i Catalogue of Life.